# Ropalomera latiforceps
Ropalomera latiforceps är en tvåvingeart som beskrevs av Ramirez-garcia och Hernandez-ortiz 1994. Ropalomera latiforceps ingår i släktet Ropalomera och familjen Ropalomeridae. Inga underarter finns listade i Catalogue of Life.